# Menonitas en Perú
Los menonitas en Perú pertenecen a dos grupos muy diferentes, los conversos a la fe menonita de diferentes grupos de la población peruana y los menonitas étnicos muy conservadores con antecedentes alemanes que pertenecen a la antigua colonia menonita de los llamados menonitas rusos. Los conversos a la fe menonita son personas que hablan español y grupos de origen amerindio amazónico, en particular Ashánincas. Estos conversos no difieren mucho de otros protestantes en Perú.
Los menonitas alemanes étnicos comenzaron a establecerse en Perú en 2015, con dos colonias procedentes de Bolivia y una colonia procedente de Belice. Estos menonitas alemanes étnicos tienen sus propias costumbres e idioma (Plautdietsch) y viven en colonias. Los menonitas étnicos muy conservadores normalmente no participan en actividades misioneras, sino que buscan un lugar tranquilo y remoto donde puedan vivir de acuerdo con su tradición.Los menonitas compran grandes extensiones de terrenos, predios que superan las 20 hectáreas; mientras que los terrenos de los pequeños agricultores son de 5 a 10 hectáreas.Aunque en el Perú el 85% de los agricultores tiene parcelas con menos de 10 hectáreas predominando las unidades productivas con un área entre 3 y 10 hectáreas (33%). El 55% de las unidades agropecuarias son menores de 3 hectáreas y ocupan el 17% de la superficie agrícola del país en 1994. En 2012, el 79,6% de los productores en condición de persona natural poseen tierras con un tamaño menor a las 5 hectáreas.

## Historia
Menonitas liberales y conservadores dedicados al trabajo misionero mundial como otras denominaciones protestantes norteamericanas. Alrededor del año 1950, los Hermanos Menonitas Krimmer comenzaron el trabajo misionero en la parte oriental del Perú en la selva amazónica. Cuando los Hermanos Menonitas de Krimmer se fusionaron con los Hermanos Menonitas en 1960, la Junta de Misiones y Servicios de los Hermanos Menonitas (BOMAS) asumió la responsabilidad de este trabajo. En 1987, el trabajo continuó en asociación con los Traductores Bíblicos Wycliffe, la Misión India Suiza y la Misión de América del Sur.
La Iglesia Menonita de Hermanos del Perú, Iglesia Evangélica de los Hermanos Menonitas del Perú, fue reconocida oficialmente en 1986 por el Estado peruano. En 2015, dos colonias menonitas llamadas Wanderland (Vanderland) en los departamentos de Loreto y Österreich (Usterreich) en Huánuco fueron fundadas por menonitas étnicos alemanes procedentes de Bolivia. En la colonia de Österreich hay unas 25 familias, lo que significa aproximadamente de 150 a 200 personas. Wanderland se encuentra cerca de Pucallpa, en Ucayali.
Entre 2017 a 2018, otro grupo de menonitas de habla alemana muy conservadores procedentes de Belice con 45 familias, en total unas 300 personas, comenzó una nueva colonia cerca de Tierra Blanca, distrito de Sarayacu, provincia de Ucayali al sur del departamento de Loreto.
Hasta septiembre de 2023, son cinco las colonias menonitas que se han establecido en la Amazonía peruana.